# Erlangs andra formel
Erlangs andra formel  är en är en formel härledd av den danske matematikern Agner Krarup Erlang för att beskriva sannolikheten för att alla betjänare är upptagna i en kömodell där samtalen eller händelserna väntar tills en betjänare är ledig. Den är relaterad till Erlangs första formel där de inte har tålamod om alla betjänare är upptagna. Den utvecklades för telefonsamtal till växlar.

## Allmänt
Agner Krarup Erlang utvecklade 1917 en metod för att beräkna de speciella fördelningar som rör telefonsamtal till telefonväxlar. På förslag av David George Kendall(en) döptes enheten Erlang efter upphovsmannen Agner Krarup Erlang. 
I Kendall-notation beskriver Erlangs andra formel en M/M/N-modell. Det första M:et står för att samtal kommer som en Poissonprocess (som då har Markovegenskapen). Det andra M:et visar att samtalens längd är exponentialfördelade (också karakteristiskt för en Markovmodell). N:et är antalet betjänare. 

## Definition
Antag att det finns {\displaystyle N} betjänare och att den erbjudna trafiken är {\displaystyle A}. Detta är samma som den avverkade trafiken. Då är sannolikheten att en uppringare inte blir betjänad omedelbart:
{\displaystyle {\mbox{Blockeringssannolikhet}}~D(N,A)={\frac {{\frac {A^{N}}{N!}}\cdot {\frac {N}{N-A}}}{\left(\sum _{i=0}^{N-1}{\frac {N^{i}}{i!}}\right)+{\frac {A^{N}}{N!}}\cdot {\frac {N}{N-A}}}}} .
Sannolikheten är relaterad till Erlangs första formel, där motsvarande blockeringssannolikhet ges av {\displaystyle E(N,A)}:
{\displaystyle D(N,A)={\frac {NE(N,A)}{N-A(1-E(N,A))}}}